# Занкт-Катарінен
Занкт-Катарінен (нім. Sankt Katharinen) — громада в Німеччині, розташована в землі Рейнланд-Пфальц. Входить до складу району Нойвід. Складова частина об'єднання громад Лінц-ам-Райн.
Площа — 13,83 км2. Населення становить 3384 ос. (станом на 31 грудня 2020).

## Галерея

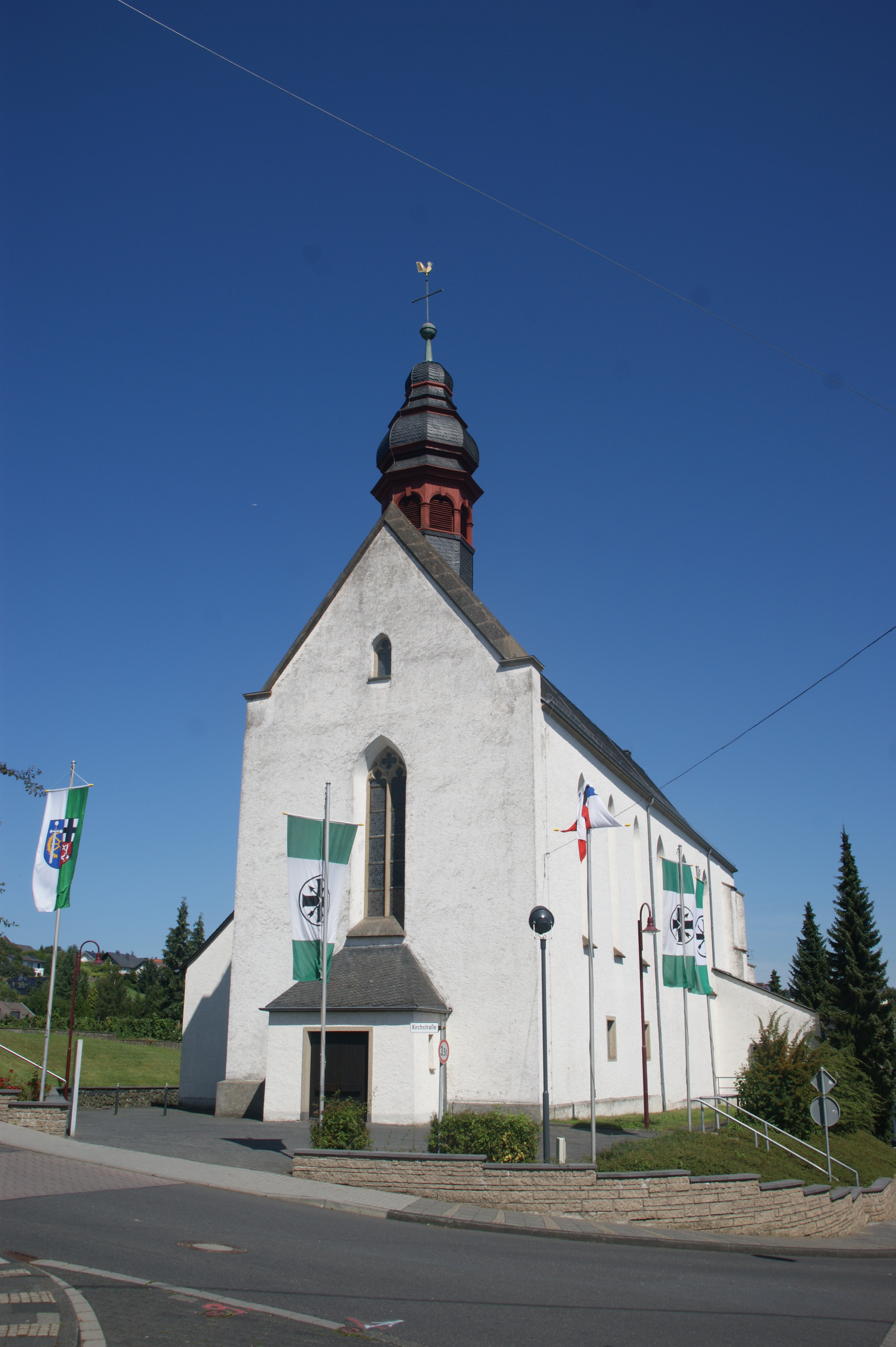
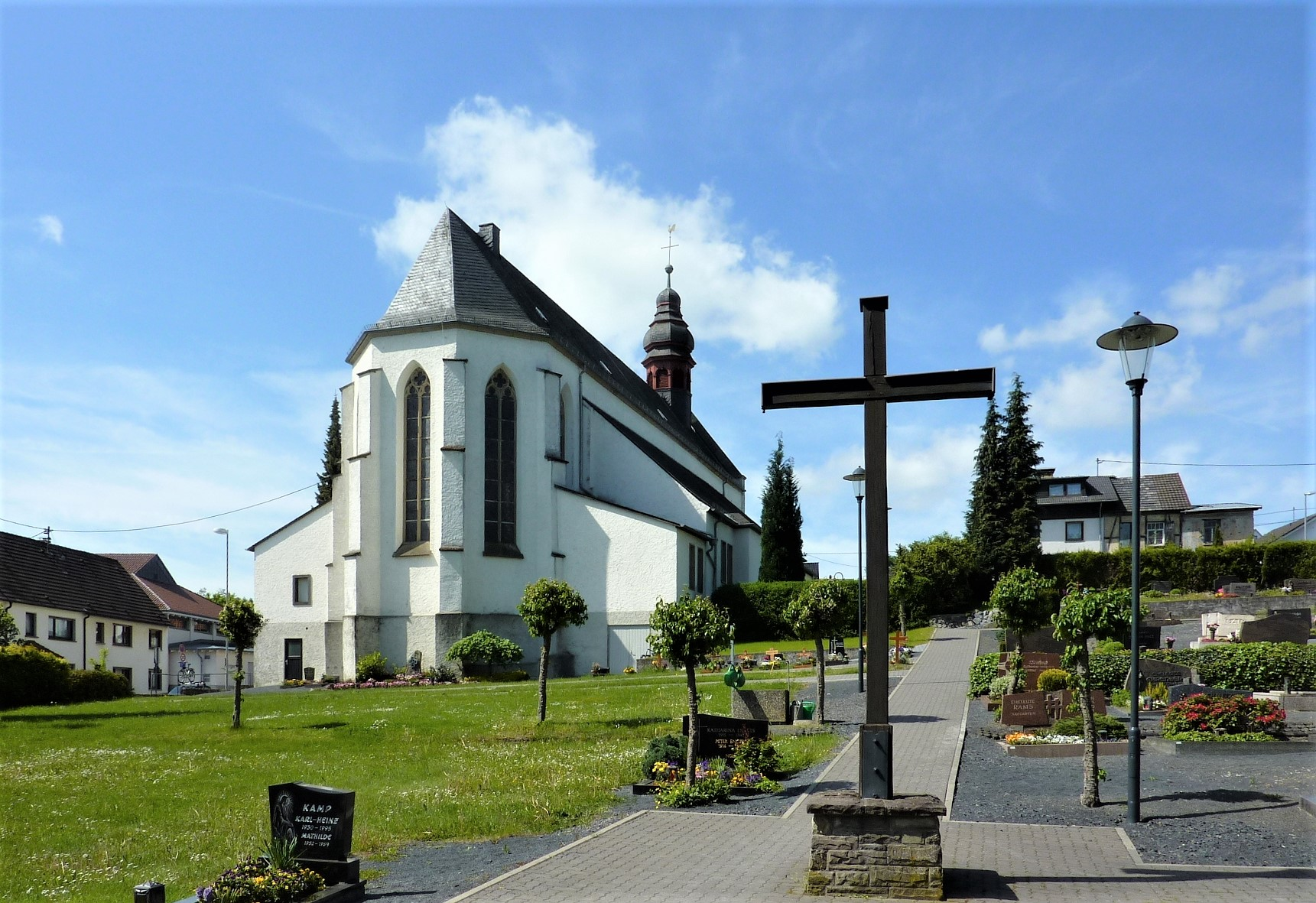
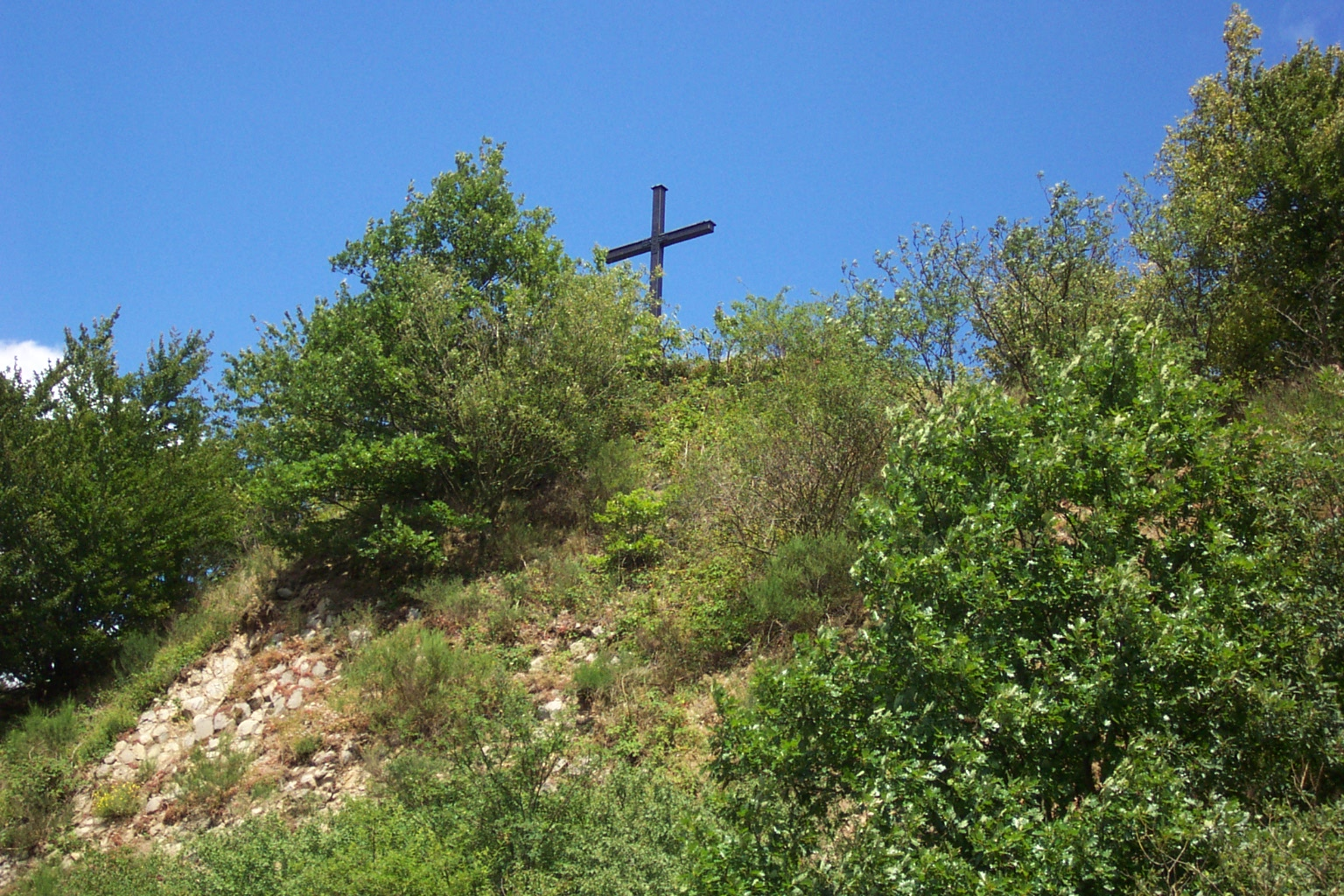
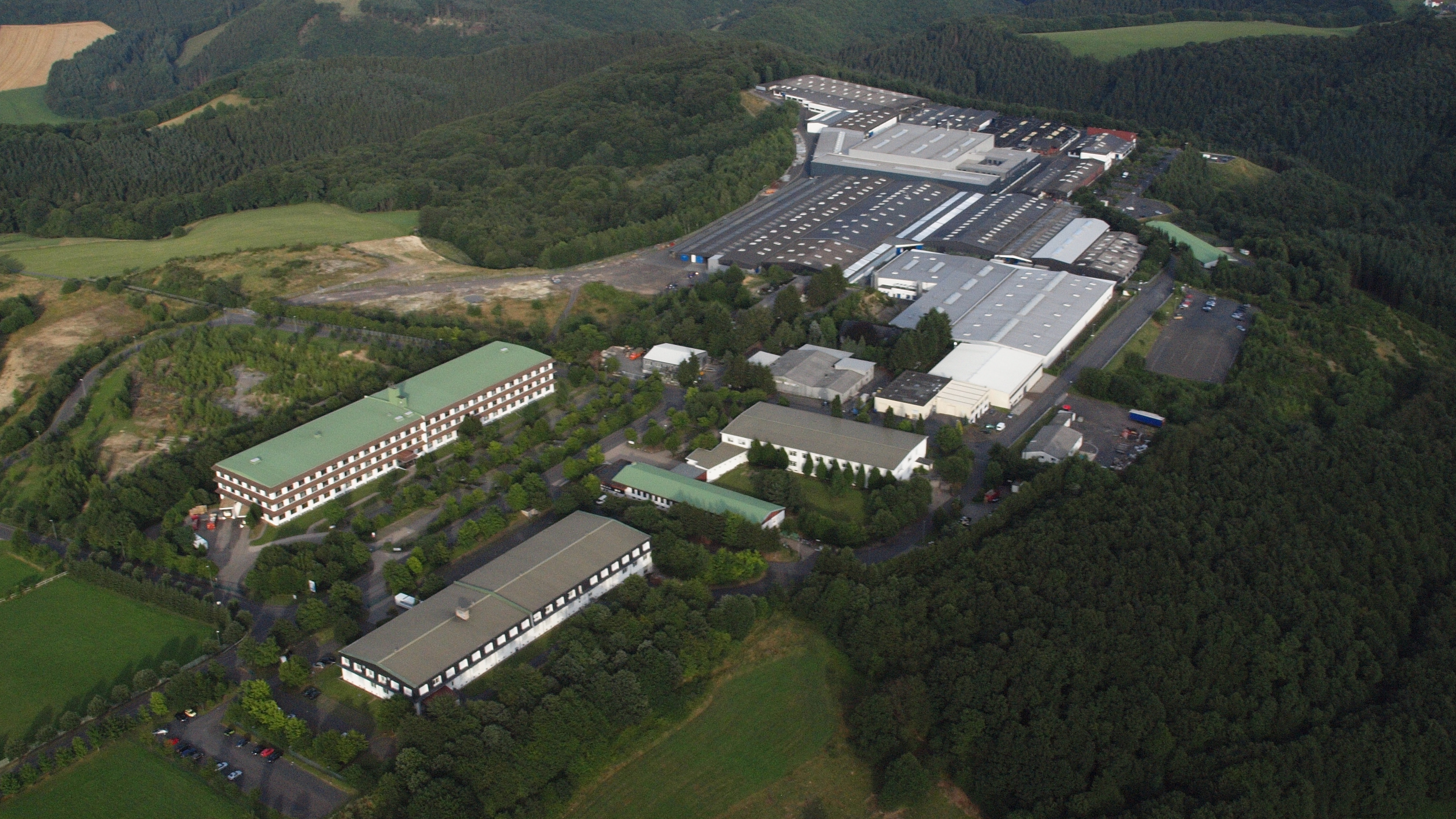